# Hard Boiled Haggerty
Donald J. Stansauk (né le 2 avril 1925 à Los Angeles et mort le 27 janvier 2004 à Malibu) est un joueur de football américain, un catcheur et un acteur américain connu sous le nom de ring de Hard Boiled Haggerty. Il est d'abord joueur de football américain et est choisi lors de la Draft de la NFL de 1950 au 18e tour par les Lions de Détroit avant d'être transféré dans la foulée chez les Packers de Green Bay. Il y joue deux saisons au poste de defensive tackle avant d'arrêter sa carrière.

## Biographie

### Jeunesse et carrière de footballeur américain
Don Stansauk est le fils d'immigrés lithuanien. Il fait du théâtre au lycée avant de servir dans l'United States Navy pendant la Seconde Guerre mondiale. Il a notamment servi sur le cuirassé USS New Jersey. Une fois la guerre terminée, il reprend ses études de théâtre au sein de l'université de Denver, à la Texas Christian University et au John Muir College. En plus de faire du théâtre, il joue au sein des équipes de football américain de ces universités. Il participe à la Draft de la NFL en 1950 où il est choisi par les Lions de Détroit en 226e position au 18e tour. Il ne joue pas pour cette équipe et il est envoyé chez les Packers de Green Bay où il joue pendant deux saisons comme defensive tackle,. Il arrête sa carrière à la fin de la saison 1951 pour devenir catcheur,.

### Carrière de catcheur (1951-1973)
Durant son passage à l'université de Denver, Stansauk rencontre Danny Loos qui lui apprend les bases du catch. Alors qu'il est encore sous contrat avec les Packers, il participe à des spectacles de catch à Green Bay. Par la suite, il arrête sa carrière de joueur de football américain pour devenir catcheur afin de gagner beaucoup plus d'argent,. Il va à Chicago où il lutte sous le nom de ring de Don Sparrow. Un de ses tout premier combats notable a lieu le 10 septembre 1951 à Sacramento. Ce jour-là, il perd face à Lou Thesz un match pour le championnat du monde poids lourd de la National Wrestling Alliance de ce dernier.

## Palmarès
- Ad Santel Promotions
  - 3 fois champion par équipes de la côte pacifique de la National Wrestling Alliance (NWA) avec Tom Rice (2 fois) puis avec Danny Plechas[9]
- American Wrestling Association (AWA)
  - 1 fois champion poids lourd des États-Unis de l'AWA[10]
  - 3 fois champion du monde par équipes de l'AWA avec Len Montana (1) puis avec Gene Kiniski (2)[11]
- Maple Leaf Wrestling
  - 1 fois champion par équipes Open du Canada avec Dick Hutton[12]
- Mid-Pacific Promotions
  - 1 fois champion poids lourd d'Hawaï de la National Wrestling Alliance (NWA)[13]
  - 1 fois champion poids lourd des États-Unis de la National Wrestling Alliance (NWA) (version Hawaï)[14]
  - 2 fois champion par équipes d'Hawaï de la National Wrestling Alliance (NWA) ave Bill Savage puis Butcher Vachon[15]
- Midwest Wrestling Association
  - 1 fois champion par équipes des Amériques avec Dutch Howlett[16]
- National Wrestling Alliance Vancouver
  - 3 fois champion par équipes de la côte pacifique de la National Wrestling Alliance (NWA) avec Gene Kiniski[17]
- Southwest Sports
  - 1 fois champion par équipes du Texas de la National Wrestling Alliance (NWA) avec Stu Gibson[18]
- Worldwide Wrestling Associates (WWA)
  - 4 fois champion du monde par équipes de la WWA avec The Destroyer (2 fois) puis avec El Shereef (2 fois)[19]

| # | Résultat | Enjeu          | Adversaire (enjeu)                    | Date             | Lieu                   | Notes                                                 |
| - | -------- | -------------- | ------------------------------------- | ---------------- | ---------------------- | ----------------------------------------------------- |
| 1 | Défaite  | Masque         | Wilbur Snyder (en) (non communiqué)   | 20 janvier 1962  | Détroit (Michigan)     | Hard Boiled Haggerty lutte alors sous le nom de Mr M. |
| 2 | Défaite  | Masque         | Hercules Cortez (en) (non communiqué) | 13 janvier 1962  | Cincinnati (Ohio)      | Hard Boiled Haggerty lutte alors sous le nom de Mr M. |
| 3 | Victoire | Non communiqué | Masked Mauler (masque)                | 23 novembre 1957 | Saint Paul (Minnesota) |                                                       |

## Filmographie
- 1968 : Syndicat du meurtre (P.J.) : Ape, le lutteur
- 1969 : La Kermesse de l'Ouest (Paint Your Wagon) : Steve Bull
- 1969 : A Dream of Kings : Turk
- 1971 : Crosscurrent (TV) : J.P. Moose
- 1971 : L'Inspecteur Harry (Dirty Harry)
- 1974 : The Wrestler : Bartender
- 1974 : Foxy Brown : Brandi
- 1974 : Tremblement de terre (Earthquake) : Big, Bald Pool Player
- 1975 : Black Fist
- 1975 : La trahison se paie cash (en) (Framed) de Phil Karlson : Bickford
- 1976 : The Four Deuces : Mickey Navarro, le Deuce of Spades
- 1977 : Stunts : Redneck
- 1977 : Final Chapter: Walking Tall : Bulow
- 1977 : La Malédiction de la veuve noire (Curse of the Black Widow) (TV) : Marion 'Popeye' Sykes
- 1977 : Mad Bull (TV) : Mr. Clean
- 1978 : The One and Only : Captain Nemo
- 1978 : Columbo : Meurtre parfait (Make Me a Perfect Murder) (série TV) : masseur
- 1978 : Suspect d'office (When Every Day Was the Fourth of July) (TV) : Casey
- 1978 : Les Gladiateurs de l'an 2000 (Deathsport) : geôlier
- 1979 : Buck Rogers (Buck Rogers in the 25th Century) : Tigerman #2
- 1979 : The Muppet Movie : Lumberjack
- 1980 : The Kids Who Knew Too Much (TV) : Louie
- 1980 : Le Chinois (The Big Brawl) : Billy Kiss
- 1981 : Return of the Rebels (TV) : Bear
- 1984 : Micki et Maude (Micki & Maude) : Barkhas Guillory
- 1986 : Hollywood Vice Squad : Romero
- 1986 : Rad (en) : sergent Smith
- 1987 : The Last Fling (TV)
- 1987 : Million Dollar Mystery : Awful Abdul